# Posztócsarnok
A Posztócsarnok (lengyelül Sukiennice) Krakkó egyik legjellegzetesebb épülete, mely a város főterén található. 
Valamikor a nemzetközi kereskedelem fontos gócpontja volt. Fénykorát a 15. században élte, amikor a Keletről érkező egzotikus áruk – fűszerek, selyem, bőr és viasz – ide érkeztek be, Krakkó pedig itt adott túl textiljén, a Wieliczkában bányászott són és az ólmon.
Krakkó, Lengyelország királyi székhelyeként a középkori Európa legpompásabb városai közé tartozott. Fénykora azonban nem tartott örökké. A város hanyatlását háborúk és politikai balfogások gyorsították fel. 1870-re, amikor a Sukiennice felújítása felmerült, Krakkó történelmi központjának nagy része már elöregedett. Ám a politikai szerencse forgandósága Galícia számára egyfajta új reneszánszt hozott, melynek folyamán a Posztócsarnok felújítása a korszak egyik legjelentősebb tette volt. Az 1875 –1879 közötti felújítás Tomasz Pryliński tervei alapján zajlott, az épület a keleti és nyugati oldalán egy-egy árkádsort kapott. A Jan Matejko festő karikatúrái alapján Walery Gadomski által faragott maszkok a város vezetőit ábrázolják az oszlopfőkön. 1895-ben az alsó csarnokban lengyel városok címereit festették fel a falra.
A csarnok számtalan hírességet látott vendégül az évszázadok során, és még gyakran fogad magas méltóságokat és uralkodókat. A brit Károly herceg és Akihito japán császár is járt itt 2002-ben. A régmúltban bálokat is tartottak itt, különösen miután Józef Poniatowski herceg felszabadította a várost az Osztrák Birodalom alól 1809-ben. Fényes történelme és óriási kulturális értéke mellett a Posztócsarnok jelenleg is működik kereskedelmi funkciójában, bár az árult javak eléggé különböznek az évszázadokon keresztül itt árultaktól, leginkább turisták számára készült emléktárgyak kaphatók itt.
Míg a csúcsíves árkádok alatt rengeteg kis bazár sorakozik az aranyművesektől kezdve a fafaragókig, pincéjében pedig egy kevesek által ismert, 100 méter széles és 5 méter magas földalatti vásárcsarnok húzódik, a Posztócsarnok emeletén a Nemzeti Múzeum képcsarnoka található. 
Léteztek a Sukiennicéhez hasonló posztócsarnokok Lengyelországban és más európai városokban is, például Ypres (Belgium), Braunschweig (Németország), Leeds (Anglia) négy egymást követő csarnokkal, de a krakkói Posztócsarnok a legismertebb és a legjobb állapotban fennmaradt mind közül.

## Képek

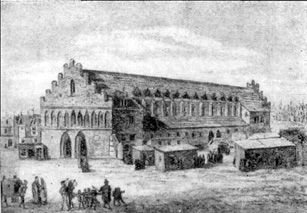
Az épület még gótikus stílusban 1555-ben
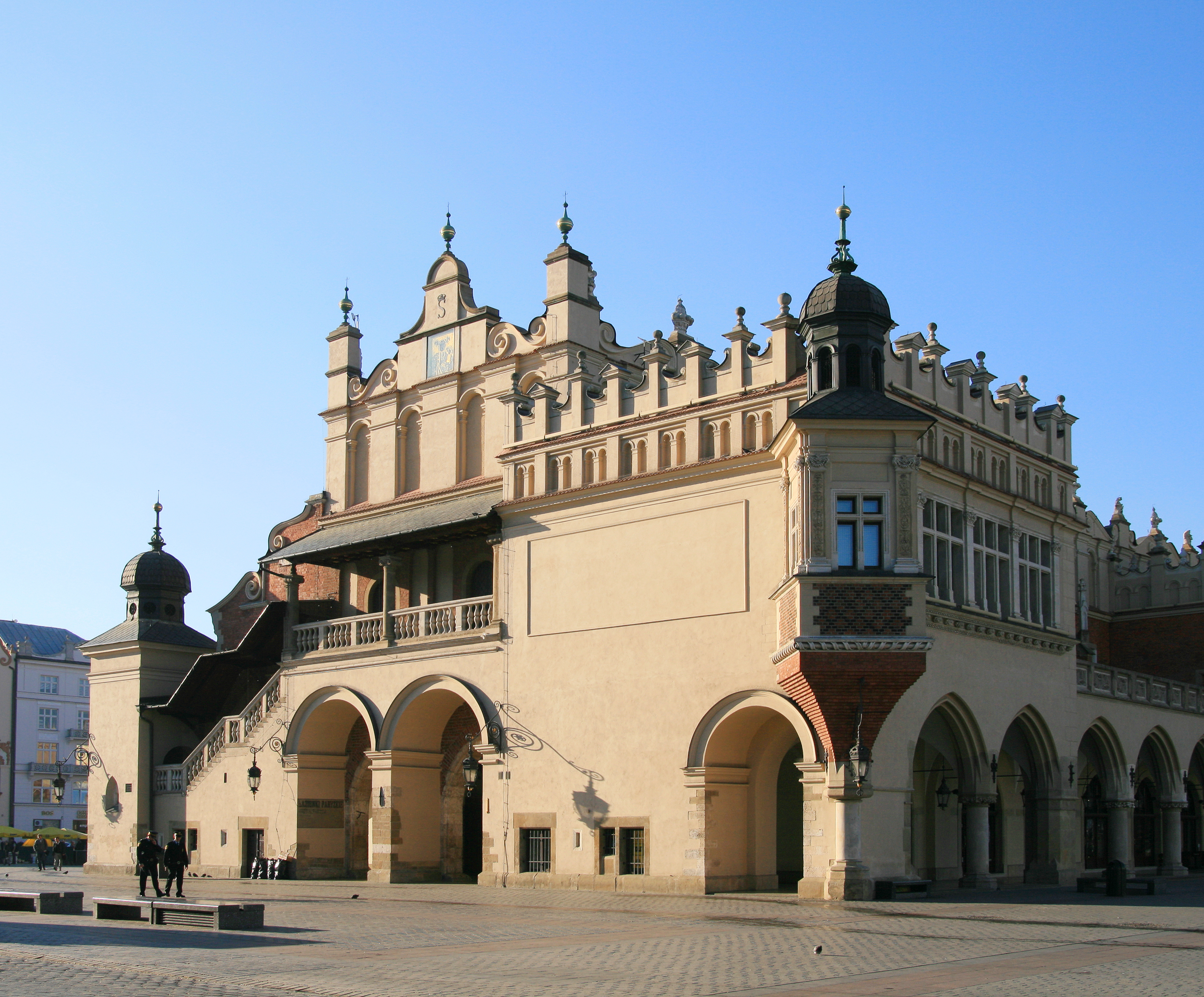
Az épület északi oldala
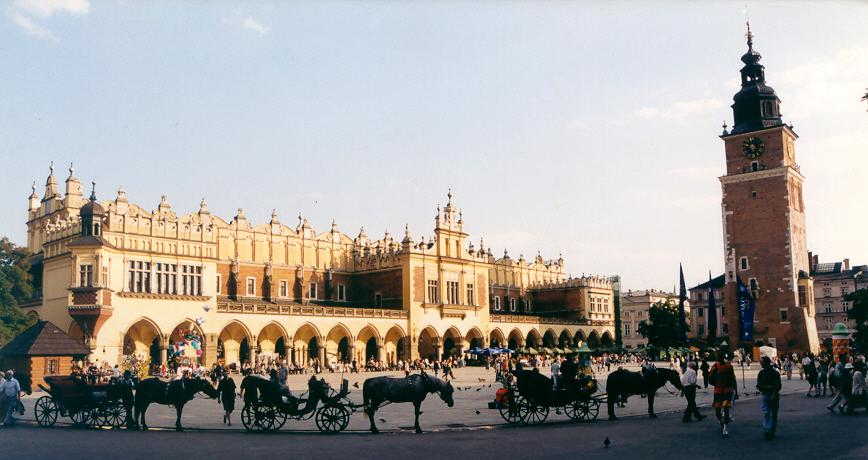
A Posztócsarnoktól a képen jobbra a középkori Városházából megmaradt gótikus torony látható
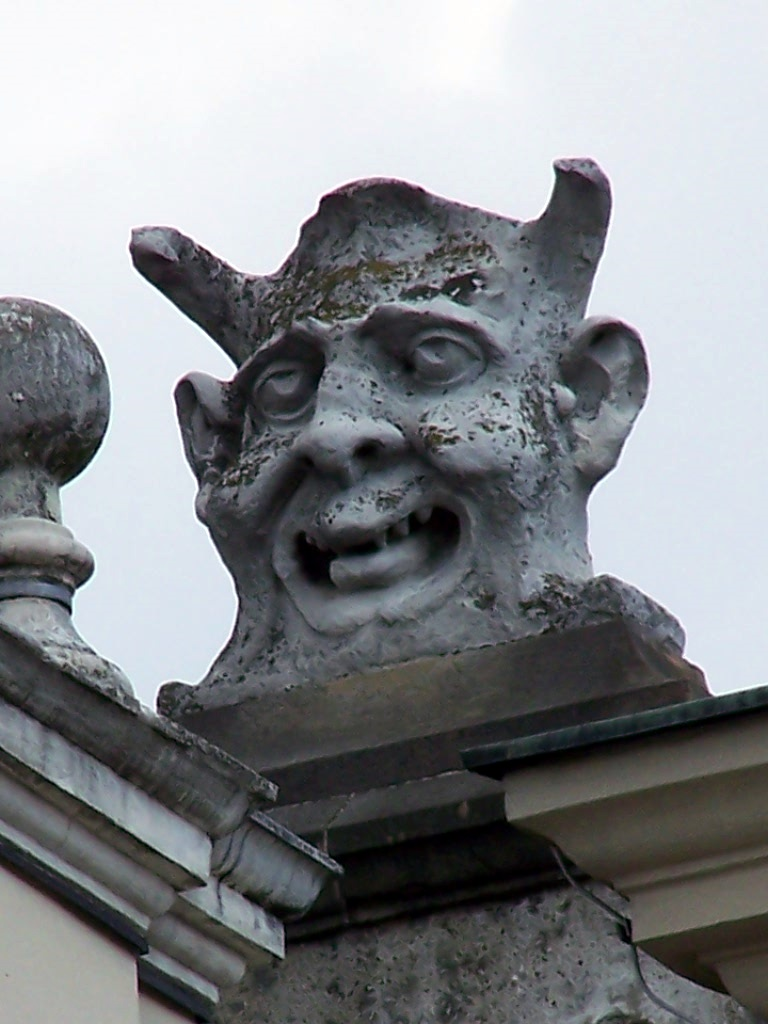
Faragott kőfej az óratorony felőli részen
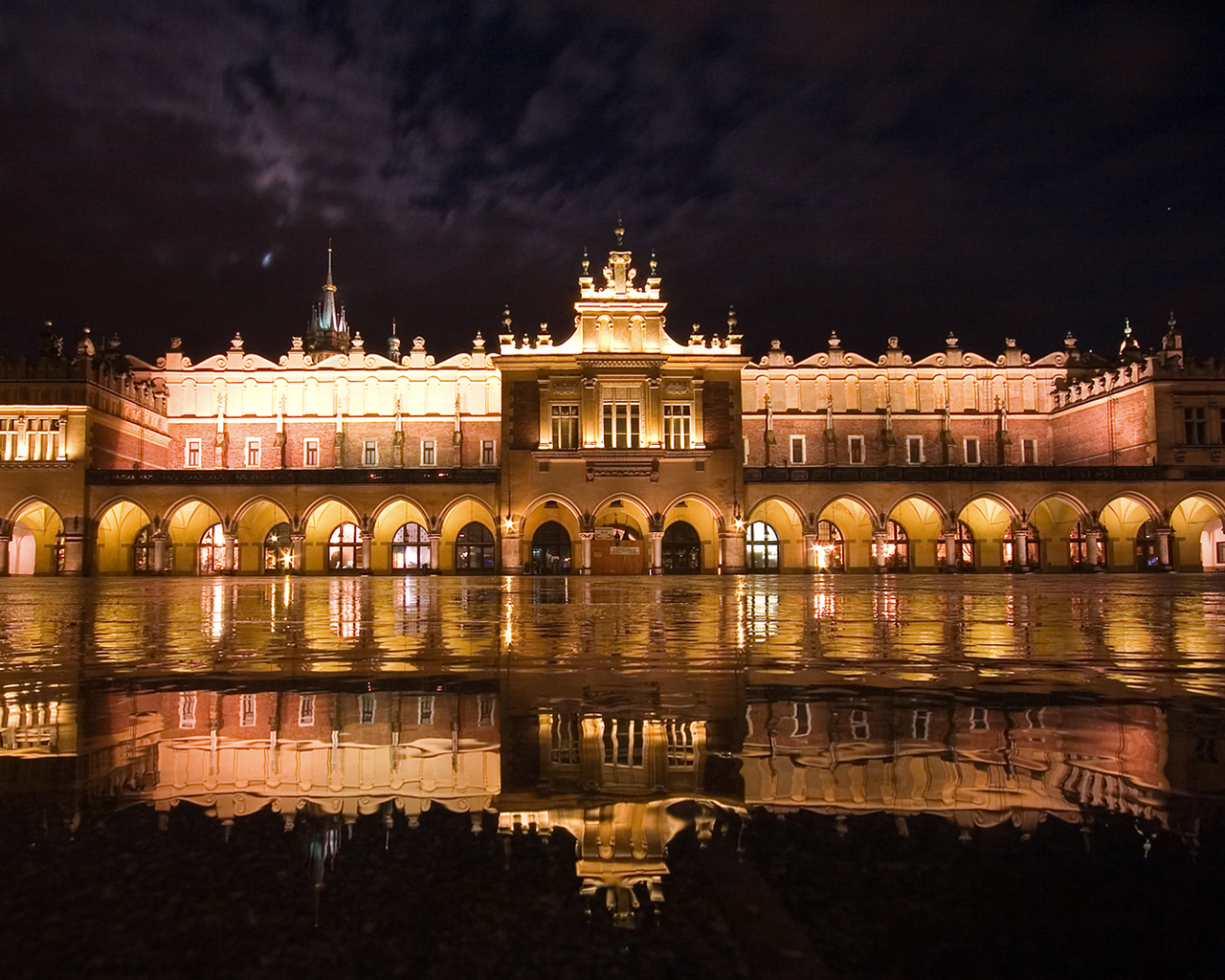
A nyugati oldal esti kivilágításban
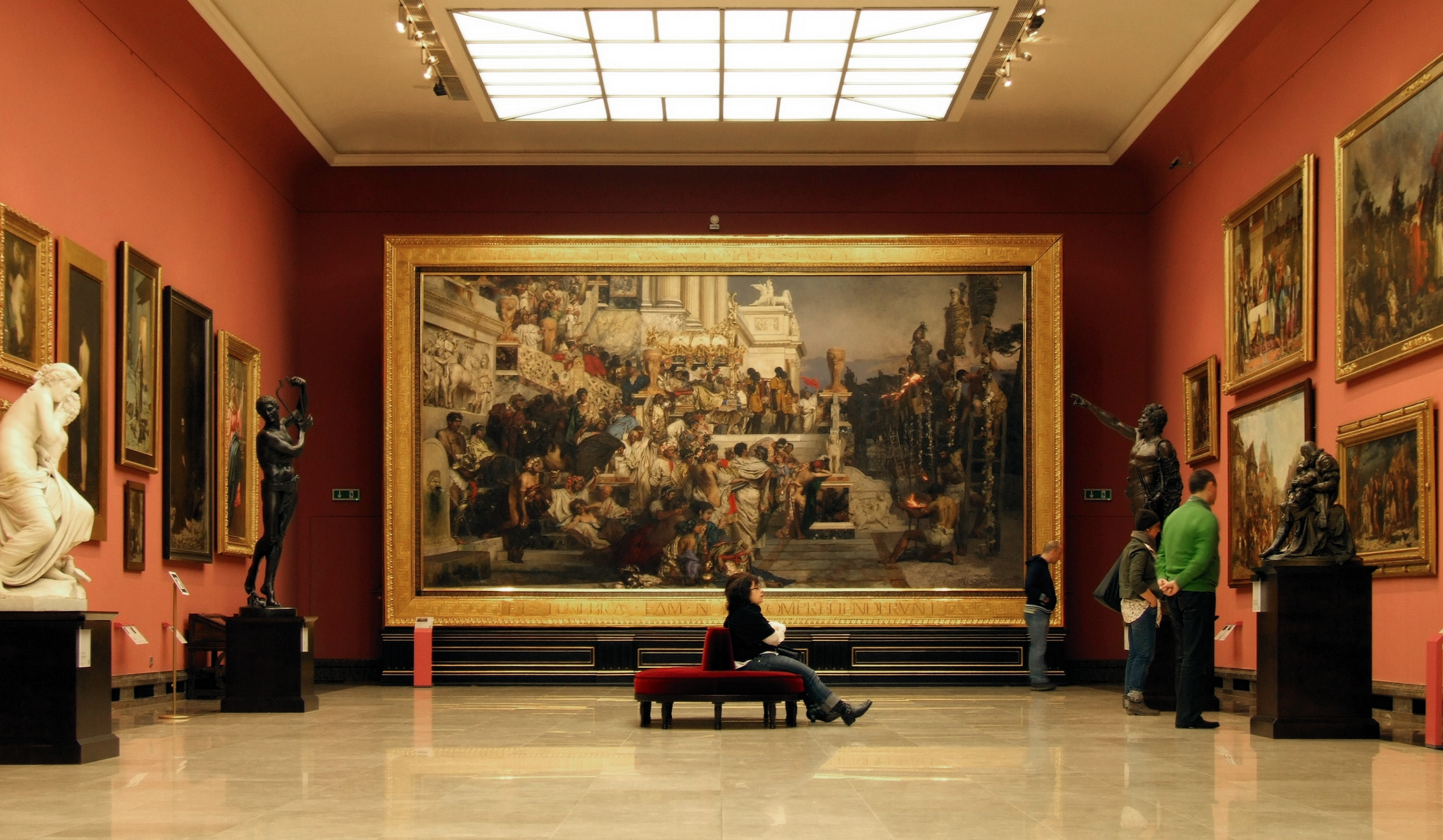
Festmények az emeleten található Nemzeti Múzeumban